# Kiribatyjczycy
Kiribatyjczycy, nazywani również I-Kiribati i Tungaru – lud mikronezyjski zamieszkujący państwo Kiribati, ale także inne państwa Oceanii.
Liczba Kiribatyjczyków żyjących na Kiribati wynosi 58,1 tysięcy (dane na rok 1994) – 97,4% ludności państwa, na Nauru żyje 1,3 tys. osób, na Tuvalu – 1 tys., na Wyspach Salomona – 1 tys., na Fidżi – 1 tys., Vanuatu – 1 tys.; łącznie około 63, 5 tys. ludzi. Mówią językiem kiribati, należącym do grupy języków mikronezyjskich w gałęzi oceanicznej wielkiej rodziny języków austronezyjskich. Większość (53,4%) Kiribatyjczyków to katolicy, pozostali to protestanci-kongregacjoniści (39,1%), bahaiści (2,4%), adwentyści (1,7%) oraz przedstawiciele innych wyznań (3,5%).